# Arrepio (anatomia)
A pele de galinha ou arrepio é uma manifestação da pele humana como reação ao frio, às emoções ou irritação da pele, fundamentalmente devida ao complexo pilomotor. A contração do músculo eretor do pelo deixa o folículo ereto, elevando a região na base do pelo de modo que a pele ao redor parece mais baixa.

## Camada subcutânea

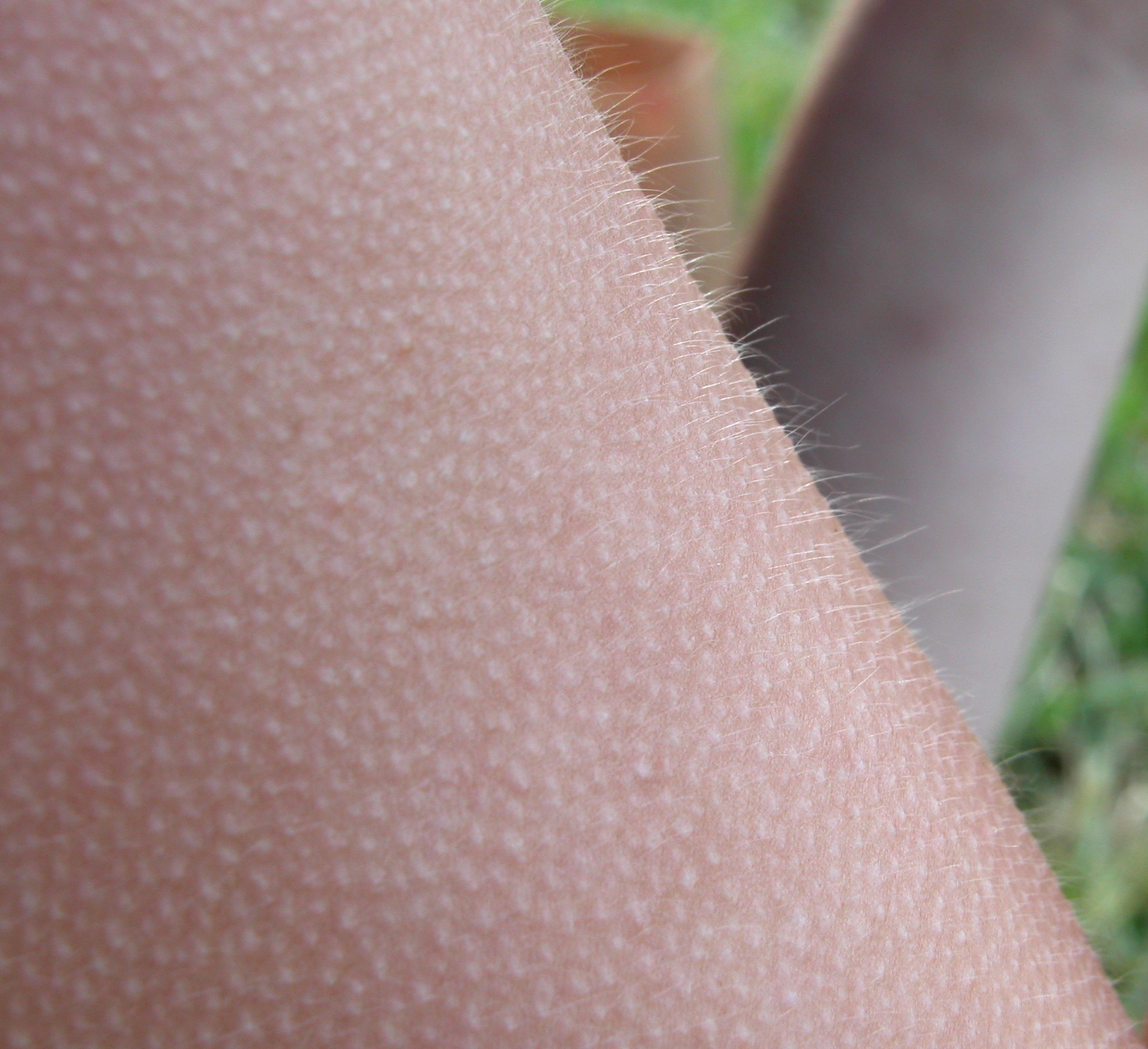
Pele de galinha

Esta camada realiza as funções de alimentação, desassimilação e intercâmbio calórico. É a "zona metabólica" onde se encontram as glândulas sudoríparas, o tecido adiposo, os folículos pilosos (sede de uma intensa proliferação) e uma musculatura fina, que quando se contrai produz a chamada "pele de galinha" e que habitualmente provoca a ereção dos pelos do corpo.
Este fenómeno é produzido por um diminuto grupo muscular chamado musculus erector pili ou músculo horripilador, situado junto ao folículo piloso. A pele de galinha produz-se por estímulos como o frio ou uma emoção. Daí, o músculo arrector contrai-se e o pêlo eriça-se, fenómeno que se chama o reflexo pilomotor.
Também se chama assim à queratose que é a acumulação de queratina nos folículos em forma de protuberâncias. Tal pode provocar problemas estéticos embora não seja obnóxia para a saúde. É de origem genética, e suspeita-se que alguns alimentos a agravem, bem como o clima seco.